# Сайранова, Сарвар Файзрахмановна
Сайранова Сарвар Файзрахмановна (баш. Сайранова Сәрүәр Фәйзрахман ҡыҙы) (17.01.1918, деревня Тляумбетово Юмагузинского (ныне: Кугарчинского района) Башкирской АССР — 2006, город Ишимбай), режиссёр башкирского народного театра города Ишимбай (1948—1973). Кавалер ордена «Знак Почёта», Заслуженная артистка БАССР (1961). Почетный гражданин города Ишимбай и Ишимбайского района (1999). Супруга Героя Советского Союза С. У. Сайранова. Её имя присвоено Башкирскому народному театру Дворца культуры города Ишимбая.

## Биография
Сайранова (Фаррахова) Сарвар Файзрахмановна родилась в крестьянской семье. После окончания школы в родной деревне Тляумбетово Юмагузинского района, поступила в Башкирское государственное училище искусств в городе Уфе. Позже на базе этого училища были открыты два самостоятельных учебных заведения- музыкальное училище и театрально-художественное училище. Её педагогами в училище были такие известные в республике мастера сцены, как Хажи Бухарский, Абдулла Шакиров.
В 1938 году, после окончания Башкирского тетарально-художественного училища училища, была принята в труппу Башкирского государственного академического театра (Уфа). Первая роль Сарвар Фарраховой в театре — роль Крушкиной в пьесе А.Островского «Без вины виноватые».
Вскоре Сарвар вышла замуж за командира Красной Армии и отправилась на место службы мужа в Белоруссию. Но в 1941 году началась Великая Отечественная война, её муж погиб уже в начале войны и Сарвар вернулась с двумя детьми в родную деревню.
В 1942—1944 годах она работа секретарём Тляумбетовского сельсовета.
В 1944 году она была назначена заведующей отделом торговли Юмагузинского районного Совета (ныне Кугарчинский район).
В 1945 году она познакомилась с недавно демобилизованным из армии Героем Советского Союза Садыком Сайрановым.
В 1946 году Сарвар Файзрахмановна вышла замуж за С. У. Сайранова и переехала с ним в город Ишимбай.
В 1947 году у них родился сын.
В 1948—1973 годах Сарвар Файзрахманова была руководителем Башкирского драматического коллектива (Башкирского народного театра) Дворца культуры имени С. М. Кирова города Ишимбая.
Башкирский народный театр Дворца культуры выносит на суд зрителей пьесы Мустая Карима «Страна Айгуль», Ю.Аминева «Гульсасак» , Сагита Мифтахова «Сакмар» и др. Народный театр выступал не только на собственной сцене, но и в соседних городах и сельских клубах. Сарвар Сайранова умела находить таланты и развивать их. Народный артист Башкирской АССР Хусаин Мазитов, Заслуженный работник культуры БАССР Шамсия Нагаева, Заслуженный артист БАССР Марат Султанов (артист БАДТ), народная артистка Республики Башкортостан Танзиля Хисамова, Заслуженная артистка Республики Башкортостан Асия Смакова, первый главный режиссёр Башкирского телевидения Наил Тибеев, Заслуженный работник культуры Республики Башкортостан Римма Нигматуллина впервые вступили на сцену, благодаря Сарвар Сайрановой, и с её благословения продолжили свой творческий путь в искусстве.
1999 год — Сарвар Файзрахмановне Сайрановой присвоено звание Почетного гражданина города Ишимбая.
Скончалась Сарвар Сайранова в 2006 году, похоронена в городе Ишимбае.

## Семья
Супруг — Садык Уильданович Сайранов, Герой Советского Союза.